# Walki o Lidę (1919)
Walki o Lidę (1919) – szturm wojsk polskich na silnie bronione przez bolszewików miasto Lida, przeprowadzony 16–17 kwietnia 1919 roku, zakończony zwycięstwem Polaków; jeden z epizodów wyprawy wileńskiej w czasie wojny polsko-bolszewickiej 1919–1920.

## Kontekst historyczny

Front wojny polsko-bolszewickiej w marcu 1919 roku

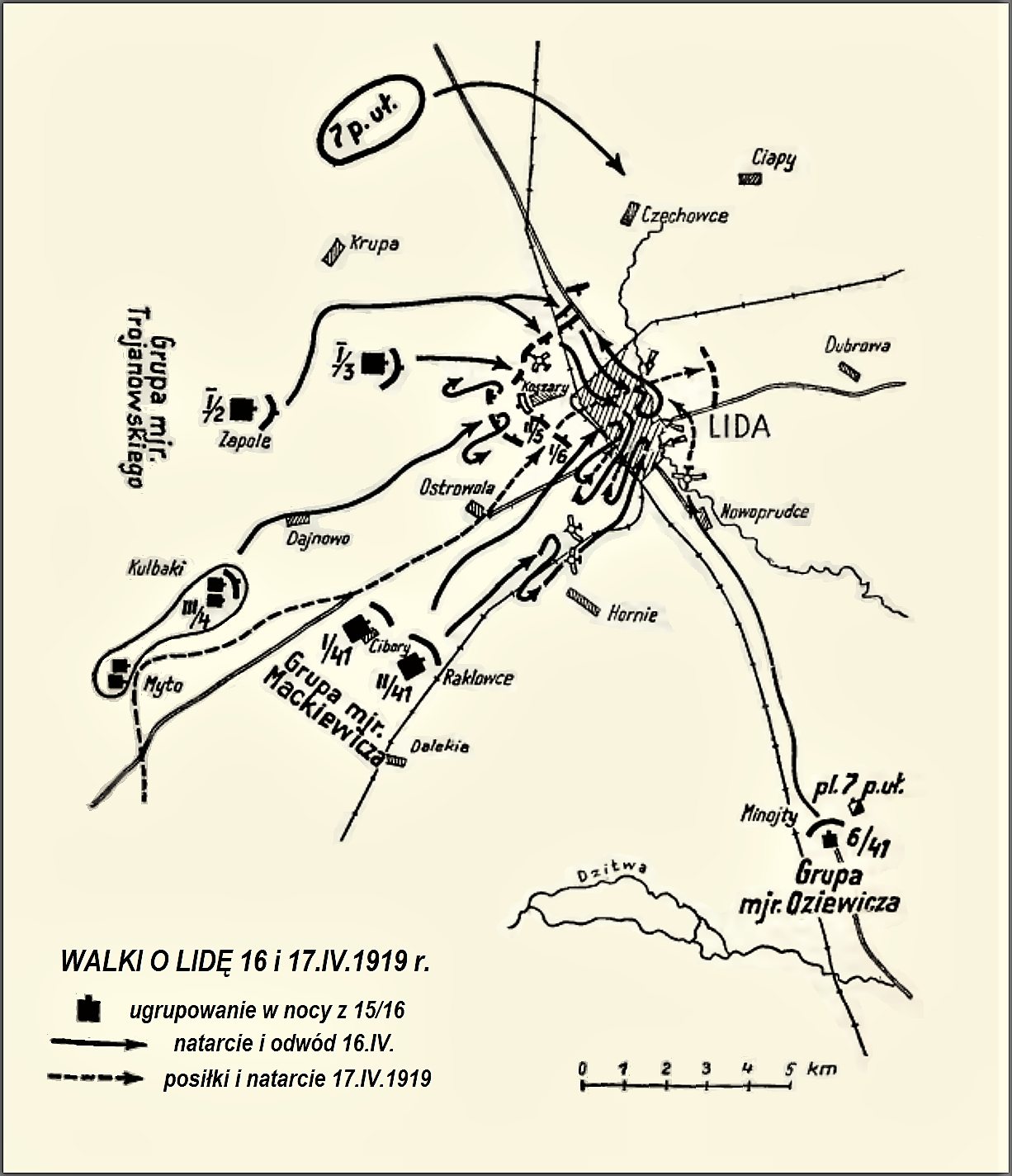
Otton Laskowski (red.)
Encyklopedja wojskowa, T. 5

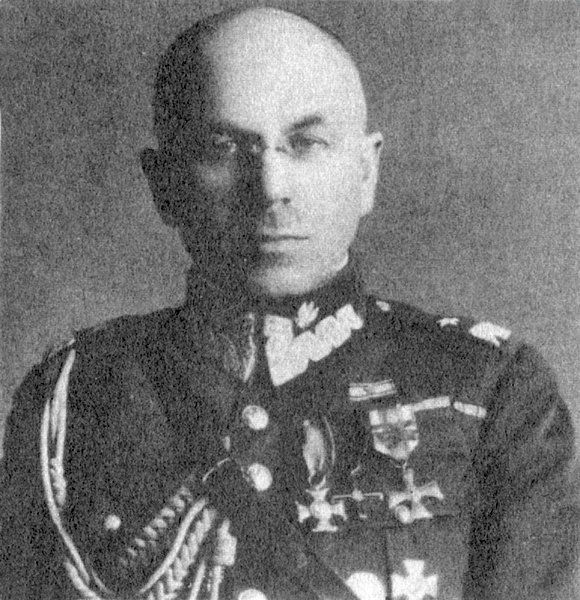
Mjr Mieczysław Mackiewicz − dowódca jednej z grup szturmujących Lidę

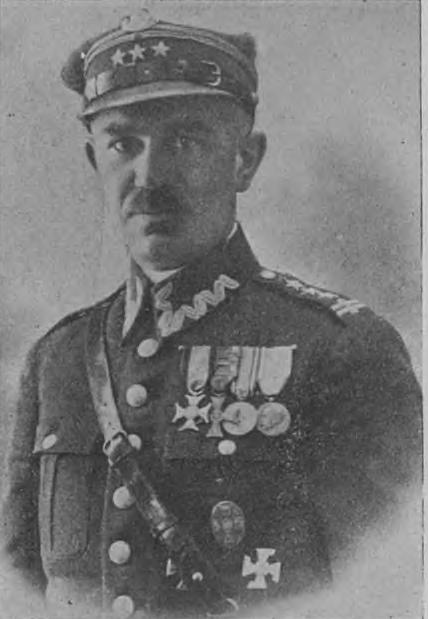
Kpt. Emil Czapliński − dowódca jednego z batalionów szturmujących Lidę

Na początku 1919 roku sytuacja na froncie polsko-ukraińskim ustabilizowała się. Główny ciężar działań zbrojnych przeniósł się na północ. Linia frontu polsko-bolszewickiego przebiegała wzdłuż miast Brześć–Pińsk–Baranowicze oraz Szczytno–Skidel. W rejonie Antopola i Berezy Kartuskiej na południu skupiały się siły polskie Grupy Podlaskiej, dowodzonej przez gen. Antoniego Listowskiego, na północy zaś, w pobliżu Wołkowyska, stacjonowała Dywizja Litewsko-Białoruska gen. Wacława Iwaszkiewicza-Rudoszańskiego. Na początku marca 1919 roku strona polska rozpoczęła szereg akcji zaczepnych, w wyniku których 2 marca opanowała Słonim, 5 marca – Pińsk. Na północnym odcinku wojska polskie dotarły do Lidy.
Na początku kwietnia 1919 roku Naczelne Dowództwo Wojska Polskiego stanęło przed wyborem: wesprzeć militarnie front małopolsko-wołyński czy kontynuować akcje zbrojne przeciwko bolszewikom. Józef Piłsudski wbrew opinii publicznej opowiedział się za dalszą walką na północnym wschodzie. Na decyzję tę wpływ miał fakt, iż państwa Ententy miały negatywny stosunek wobec interesów polskich na wschodzie. Na wybór Piłsudskiego mogły również wpłynąć względy emocjonalne – pochodził on z Wilna.
Na przełomie marca i kwietnia 1919 roku wojska polskie zgrupowały się na linii Jasiołda–Kanał Ogińskiego, biegnącej z południa na północ, następnie linia ta odbijała na wschód od Szczary i ciągnęła się wzdłuż linii kolejowej Baranowicze–Lida aż do dolnego biegu Dzitwy, prawego dopływu Niemna. Lewe skrzydło sił polskich graniczyło ze strefą wojsk niemieckich, skupionych na wschód od Grodna – w Skidlu. Wojska bolszewickie kontrolowały tereny wzdłuż miast Wilno, Lida, Baranowicze i Łuniniec. Rejon Lidy stanowił słaby punkt strefy radzieckiej, gdyż wojska polskie wbiły się w nią klinem i zajęły Ejszyszki, położone między Lidą a Oranami. Decyzją Naczelnego Wodza wojsko polskie miało zaatakować Wilno i jednocześnie rozpocząć ofensywę na Lidę, aby zabezpieczyć tyły.
Jednocześnie w samej Lidzie istniała społeczność polska, której działacze jeszcze w 1918 roku utworzyli szereg organizacji mających na celu zabezpieczanie polskich interesów w mieście. Niektóre z nich, jak Koło Polek w Lidzie, działały w konspiracji w czasie funkcjonowania na tym terenie władzy radzieckiej, podejmowały wysiłki na rzecz wspierania polskich formacji wojskowych i oczekiwały przejścia Lidy pod polską władzę.
Zasadnicze działania na Lidę poprzedził wypad oddziałów Grupy Zaniemeńskiej płk. Stanisława Dziewulskiego. 23 marca  1919 oddział wypadowy w sile 3 szwadron 7 pułku ułanów, szwadron Jazdy Ziemi Mazowieckiej i pluton 4 pułku ułanów uderzył na Lidę. Jednocześnie w kierunku zachodnim operowało półtora szwadronu 4 pułku ułanów i bateria 9 pułku artylerii polowej. Przejściowo zajęto koszary, jednak sowiecki kontratak wyparł Polaków z miasta.

## Siły polskie
Naczelnik Państwa Józef Piłsudski skierował do natarcia na Lidę zgrupowanie Wojska Polskiego pod dowództwem gen. Józefa Lasockiego. W jego skład wchodziła:
- Z 1 Dywizji Piechoty Legionów (dowódca gen. Bolesław Roja):
  - I batalion 2 pułku piechoty Legionów (dowódca kpt. Emil Czapliński);
  - I batalion 3 pułku piechoty Legionów (dowódca kpt. Wacław Zbrowski);
  - III batalion 4 pułku piechoty Legionów (dowódca kpt. Stefan Jażdżyński);
  - bateria artylerii polowej i dwie baterie artylerii ciężkiej;
- grupa mjr. Mieczysława Mackiewicza, złożona z dwóch batalionów piechoty z 41 Suwalskiego Pułku Piechoty i baterii artylerii;
- grupa jazdy mjr. Głuchowskiego z sile dwóch i pół szwadronu, w skład której czasowo wchodziła także Grupa Zaniemeńska[5].

1 Dywizja Piechoty Legionów została skierowana do walki w czasie, gdy nie zakończył się jeszcze proces jej organizacji.

## Atak na miasto
16 kwietnia 1919 roku o godzinie 5:00 zgrupowanie  podjęło natarcie na Lidę. Prowadzono je z trzech kierunków – od północy, zachodu i południa. W tym czasie od wschodu miasto okrążała polska kawaleria, której zadaniem było przerwanie połączenia kolejowego Lida–Mołodeczno. Bolszewicy w mieście podjęli silną obronę. Armia Czerwona była w Lidzie dość liczna, ponieważ jej garnizon zasiliły oddziały Zachodniej Dywizji Strzelców z Wilna. Szczególnie mocno broniły się dwie jednostki tej dywizji: 3 Rewolucyjny pułk siedlecki pod dowództwem Franciszka Rupniewicza i 6 Rewolucyjny Pułk Grodzieński pod dowództwem I. Kukujewa. Ponadto do walki po stronie bolszewików włączyła się ludność żydowska Lidy. Kolejne natarcia polskie załamywały się. Dochodziło do licznych bezpośrednich starć na bagnety.
W związku z przedłużającymi się walkami o Lidę, Józef Piłsudski polecił wstrzymać marsz na Wilno do czasu zdobycia tego miasta. Polecił też skierować do walki na ten odcinek dodatkowe siły. W nocy z 16 na 17 kwietnia do szturmu na Lidę skierowane zostały wprost z pociągów:
- II batalion 5 pułku piechoty Legionów (dowódca kpt. Bernard Mond)
- I batalion 6 pułku piechoty Legionów kpt. Stanisława Młota-Parczyńskiego (pod dowództwem dowódcy 5 pp Leg. mjr. Stefana Dąba-Biernackiego)[6].

Wojska polskie próbowały przełamać opór bolszewików przez całą noc. 3. batalion 4. ppLeg., który atakował silnie obsadzone koszary, poniósł straty wynoszące 13 zabitych i 80 rannych. I batalion 3 pp Leg. miał 12 zabitych i 26 rannych.
I batalion 2  pp Leg. został zatrzymany w miejscowości Zaksanka, tuż przed Lidą, ponieważ ostrzeliwał go bolszewicki pociąg pancerny. W pewnym momencie udało mu się przekroczyć tory kolejowe Lida – Mołodeczno i wejść na przedmieścia Lidy. Rozpoczęła się walka uliczna, w czasie której polscy żołnierze zdobywali dom po domu. W wyniku ostrzału z pociągu pancernego znaczne straty poniosła wzmocniona 4. kompania. Ostatecznie batalion został wyparty z miasta przez bolszewików. W czasie kolejnego natarcia, zarządzonego przez kpt. Czaplińskiego, 3 i 4. kompania podjęły walki uliczne i zdobywanie budynków, podczas gdy 1. kompania kpt. Konstantego Orzechowskiego przy użyciu granatów ręcznych wysadziła w powietrze tory kolejowe między stacjami Zaksanka i Zaksanka-Dolina. Tory zostały zniszczone na odcinku kilkunastu metrów. Polska artyleria uszkodziła dwa pociągi, które następnie zdobyto. Ogółem I batalion stracił w czasie walk o Lidę 13 zabitych i 68 rannych.
Również inne oddziały i pododdziały grupy gen. Lasockiego toczyły ciężkie walki o zdobycie miasta. 17 kwietnia o godzinie 4:00 wojska gen. Lasockiego podjęły koncentryczny atak. Bolszewicy odpowiedzieli silną obroną. W walce z nimi szczególnie wyróżniły się: 41 Suwalski pułk piechoty mjr. Mieczysława Mackiewicza i zgrupowanie mjr. Dąba-Biernackiego. Legioniści prowadzili natarcie wzdłuż linii kolejowej prowadzącej z południa do dworca kolejowego w Lidzie, po czym, wykorzystując zaskoczenie, opanowali go. Wówczas, wspólnie z suwalskim pułkiem piechoty, zdołano opanować resztę miasta. Ostatecznie Lida została uznana za zdobytą przez zgrupowanie mjr. Dąba-Biernackiego i 41 Suwalski Pułk Piechoty 17 kwietnia 1919 roku o godzinie 5:00. Wkrótce po nich do miasta wkroczyły pozostałe oddziały grupy gen. Lasockiego.

## Po zdobyciu miasta
Wojskom polskim udało się zdobyć bolszewicki pociąg pancerny, kilka innych pociągów, wiele broni i amunicji. Do niewoli wzięto 350 jeńców. Bolszewicy po utracie miasta rozpoczęli odwrót na wschód. W pościg za nimi udała się polska kawaleria z 7 Pułku Ułanów Lubelskich mjr. Janusza Głuchowskiego. Polacy przecięli drogę nieprzyjacielowi w miejscowości Lipniszki, 24 km na wschód od Lidy. Cofające się siły bolszewickie zostały pokonane, a Polacy zdobyli ponownie znaczne ilości materiału wojennego i wzięli jeńców.
Przystąpiono do zabezpieczania tyłów, transportu zaopatrzenia i naprawy linii kolejowej Lida–Wilno z myślą o wykorzystaniu tego szlaku do przerzutu sił polskich pod Wilno. W południe 17 kwietnia do Lidy przybył Naczelnik Państwa Józef Piłsudski, który zapoznał się z położeniem wojsk i dokonał przeglądu 1. kompanii 6. ppLeg. Naczelne Dowództwo Wojska Polskiego wysoko oceniło postawę polskich żołnierzy w walkach o Lidę.
Wkrótce po zdobyciu miasta z konspiracji wyszło Koło Polek w Lidzie, które powróciło do jawnej działalności polegającej na wsparciu materialnym i moralnym polskich żołnierzy. Jego członkinie przystąpiły do organizacji gospód żołnierskich, herbaciarni na dworcu i imprez dla wojskowych.

### Pogrom na Żydach
Po opanowaniu miasta przez siły polskie doszło do pogromu na Żydach, w którym uczestniczyła część żołnierzy polskich oddziałów. Zdaniem Lecha Wyszczelskiego był to samosąd dokonany na Żydach posądzanych o strzelanie do polskich żołnierzy w trakcie walk. Według oficjalnego wykazu, zamordowano 39 osób (w tym 34 zidentyfikowano z nazwiska, zaś tożsamości 5 nie ustalono). Polacy zamordowali między innymi 12 letniego chłopca za to, że powiedział, że jego ojciec jest w Grodnie. Pogrom w Lidzie, podobnie jak inne podobne zdarzenia z udziałem żołnierzy polskich, spowodował oburzenie opinii publicznej zarówno w kraju jak i za granicą. Wydarzenia na zajętych przez Polskę ziemiach na wschodzie spotkały się z gwałtowną reakcją polskiego parlamentu i potępieniem m.in. ze strony Ignacego Daszyńskiego. Wskutek dużego oddźwięku w społeczeństwie amerykańskim i brytyjskim została także powołana angielsko-amerykańska komisja śledcza pod przewodnictwem Henry'ego Morgenthau. Zarówno fakt zaangażowania komisji, jak i ustalenia jej członków wzbudziły wiele kontrowersji i dyskusji, które trwały jeszcze wiele lat później. Osoby odpowiedzialne za tę zbrodnię zostały oddane do dyspozycji polskiego wymiaru sprawiedliwości.

## Upamiętnienie

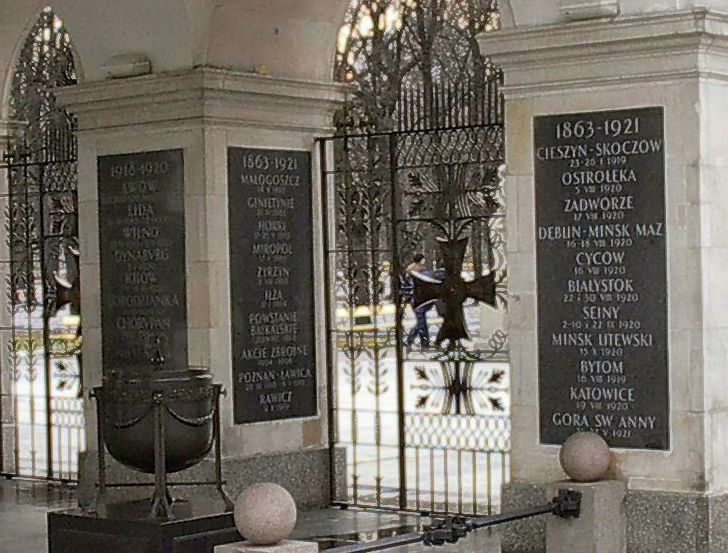
Tablice na Grobie Nieznanego Żołnierza w Warszawie z upamiętnionymi walkami o Lidę

Walki żołnierzy polskich o Lidę zostały upamiętnione na Grobie Nieznanego Żołnierza w Warszawie napisem na jednej z tablic: „LIDA 16 IV 1918 − 28 IX 1920”.